# Episodi di Kung Fu (serie televisiva 2021) (terza stagione)
La terza e ultima stagione della serie televisiva Kung Fu, è stata trasmessa sulla rete televisiva statunitense The CW dal 5 ottobre 2022 all'8 marzo 2023.
In Italia la serie è trasmessa sul 20 dal 18 al 26 settembre 2023.
| n° | Titolo originale | Titolo italiano | Prima TV USA     | Prima TV Italia   |
| -- | ---------------- | --------------- | ---------------- | ----------------- |
| 1  | Shifu            | Shifu           | 5 ottobre 2022   | 18 settembre 2023 |
| 2  | Risk             | Rischi          | 12 ottobre 2022  | 18 settembre 2023 |
| 3  | The Compass      | La Bussola      | 19 ottobre 2022  | 19 settembre 2023 |
| 4  | Harmony          | Atti Vandalici  | 26 ottobre 2022  | 19 settembre 2023 |
| 5  | Harvest          | Il mietitore    | 2 novembre 2022  | 20 settembre 2023 |
| 6  | Rescue           | Il salvataggio  | 9 novembre 2022  | 20 settembre 2023 |
| 7  | Villains         | I cattivi       | 16 novembre 2022 | 21 settembre 2023 |
| 8  | Betrayal         | Tradimento      | 30 novembre 2022 | 21 settembre 2023 |
| 9  | The Architect    | L'architetto    | 8 febbraio 2023  | 22 settembre 2023 |
| 10 | Alias            | Alias           | 15 febbraio 2023 | 22 settembre 2023 |
| 11 | The Scepter      | Lo scettro      | 22 febbraio 2023 | 25 settembre 2023 |
| 12 | Loss             | Persa           | 1º marzo 2023    | 25 settembre 2023 |
| 13 | Beginning        | Il principio    | 8 marzo 2023     | 26 settembre 2023 |